# 알게뭐야
《알게뭐야》는 김재한이 네이버웹툰에서 매주 화요일에 연재하는 웹툰이다.

## 줄거리
평범한 고등학생이던 '김원준'이 우연한 기회에 모델 오디션에 합격되면서 시작되는 슈퍼스타 성장기.